# 圣加蒂安德布瓦
圣加蒂安德布瓦（法語：Saint-Gatien-des-Bois，法語發音：[sɛ̃ ɡasjɛ̃ de bwa] ⓘ）是法国卡尔瓦多斯省的一个市镇，属于利雪区。

## 地理
圣加蒂安德布瓦（49°20'52"N, 0°11'7"E）面积49.11 平方千米，位于法国诺曼底大区卡爾瓦多斯省，该省份为法国西北部沿海省份，北濒大西洋英吉利海峡，东北与滨海塞纳省以海上边界相接，东临厄尔省，南至奧恩省，西与芒什省接壤。
与圣加蒂安德布瓦接壤的市镇（或旧市镇、城区）包括：巴尔纳维尔拉贝尔特朗、图克河畔博讷维尔、卡纳普维尔、克里克伯夫、欧日地区昂格莱克维尔、埃克莫维尔、富尔讷维尔、戈讷维尔-叙翁弗勒尔、佩讷德皮、圣伯努瓦代贝尔托、圣马丹欧沙尔特兰、叙尔维尔、欧日地区勒泰伊、图克、欧日地区图维尔、滨海特鲁维尔、维约堡、蓬萊韋克。
圣加蒂安德布瓦的时区为UTC+01:00、UTC+02:00（夏令时）。

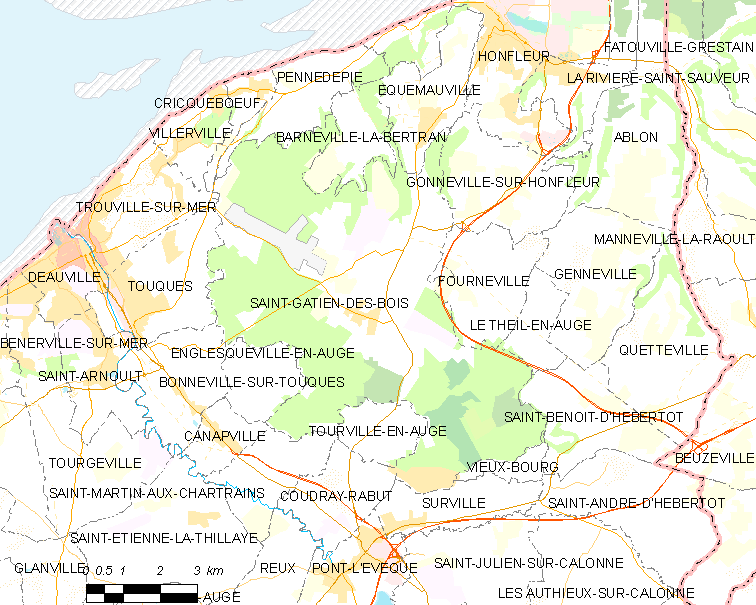
圣加蒂安德布瓦的OSM定位图

## 行政
圣加蒂安德布瓦的邮政编码为14130，INSEE市镇编码为14578。

## 政治
圣加蒂安德布瓦所属的省级选区为翁弗勒尔-多维尔县。

## 人口

1962-2008年间圣加蒂安德布瓦人口变化图示

圣加蒂安德布瓦于2022年1月1日时的人口数量为1313人。